# Бальбуэна, Агустин
Агустин Альберто Бальбуэна (исп. Agustín Alberto Balbuena; 1 сентября 1945, Санта-Фе, Аргентина — 9 марта 2021) — аргентинский футболист, нападающий.

## Клубная карьера
Агустин Бальбуэна начинал свою профессиональную футбольную карьеру в 1964 году в аргентинском клубе «Колон». Наибольших же успехов Бальбуэна достиг, выступая за аргентинский «Индепендьенте» в 1971—1975 годах. Это был также и самый успешный период в истории «Индепендьенте», когда он четырежды становился победителем Кубка Либертадорес.

## Международная карьера
Агустин Бальбуэна попал в состав сборной Аргентины на Чемпионате мира 1974 года. Из 6-и матчей Аргентины на турнире Бальбуэна появлялся в 4-х. Он выходил в стартовом составе в матчах первого группового этапа против сборной Польши и второго группового этапа против Нидерландов и Бразилии. В игре со сборной Гаити на первом этапе Бальбуэна на 52-й минуте заменил нападающего Марио Кемпеса.

## Достижения
«Индепендьенте»
- Чемпионат Аргентины: Метрополитано 1971 (чемпион)
- Кубок Либертадорес (4): 1972 (победитель), 1973 (победитель), 1974 (победитель), 1975 (победитель)
- Межконтинентальный кубок: 1973 (победитель)
- Межамериканский кубок (3): 1973 (победитель), 1974 (победитель), 1976 (победитель)